# Самиу Вахафолау
Самиу Вахафолау (енгл. Samiu Vahafolau; 24. април 1978) професионални је тонгански рагбиста, који тренутно игра за француског друголигаша АС Безиерс Херолт. Висок 192 цм, тежак 111 кг, рођен је у Тонги, али је са фамилијом емигрирао на Нови Зеланд. У ИТМ Купу играо је за Окленд и Отаго. У најјачој лиги на свету одиграо је 5 утакмица за Блузсе и постигао 1 есеј, а за Хајлендерсе је одиграо 20 утакмица и постигао 15 поена. У француској је за Олимпик Биариц одиграо 77 утакмица и постигао 4 есеја, а за Безиерс је до сада одиграо 44 утакмице и постигао 2 есеја. За репрезентацију Тонге је до сада одиграо 14 утакмица и постигао 2 есеја.